# Phyteuma betonicifolium
Physoplexis betonicifolium es un género monotípico de plantas  perteneciente a la familia Campanulaceae. 

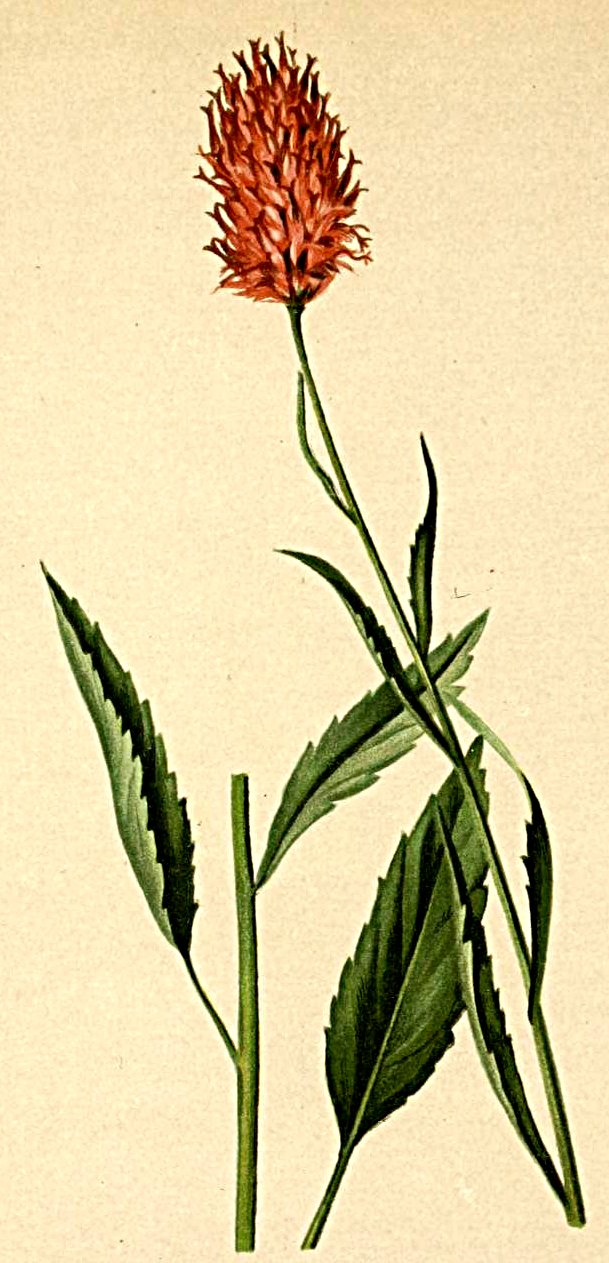
Ilustración

## Descripción
Es una planta perenne, que alcanza un tamaño de 20 a 70 centímetros de altura. El tallo es erecto y simple, el tercio superior está en su mayoría desnudo. Las hojas basales son largamente pecioladas, dentadas o redondeadas en forma de corazón, puntiagudas y contundentes en la base y tres a ocho veces más largas que anchas. Las hojas superiores  del tallo son estrechas-lanceoladas y sésiles. Las flores se disponen en un pico ovalado-cilíndrica. Las brácteas son estrechas, lanceoladas. La corola es de 7 a 12 milímetros, de color violeta azul claro y aparece justo antes de la floración.  

## Distribución y hábitat
Physoplexis betonicifolium se encuentra en los Alpes  en suelos   poco ácidos y pobres, en prados, pastos y matorrales en altitudes entre los 1000 a los 2700 metros. Es bastante común y evita la cal.

## Taxonomía
Physoplexis betonicifolium fue descrita por   Dominique Villars   y publicado en Hist. Pl. Dauphiné (Villars) 2: 518, t. 12. 1787
Sinonimia
- Phyteuma michelii subsp. betonicifolium (Vill.) Nyman
- Phyteuma spicatum var. betonicifolium (Vill.) Lapeyr.[2][3]